# Gymnoscelis schulzi
Gymnoscelis schulzi là một loài bướm đêm trong họ Geometridae.